# Premiership Rugby (2011/2012)
English Premiership 2011/2012 – dwudziesta piąta edycja Premiership, najwyższego poziomu rozgrywek w rugby union w Anglii. Organizowane przez Rugby Football Union zawody odbyły się w dniach 3 września 2011 – 26 maja 2012 roku, a tytułu bronił zespół Saracens.
Rozgrywki toczyły się w pierwszej fazie systemem ligowym w okresie jesień-wiosna, a czołowa czwórka awansowała do półfinałów. Tytuł mistrzowski zdobył zespół Harlequins.

## Faza grupowa
| 3 września 201114:00 | London Irish                                           | 24:29(6:13) | Harlequins                                                  | Twickenham Stadium Londyn Widzów: 55437 Sędzia: Greg Garner |
| 3 września 201114:00 | Alex Gray 5 (P) Tom Homer 14 (pd 4K) Topsy Ojo 10 (2P) | 24:29(6:13) | James Johnston 5 (P) Nick Evans 19 (2pd 5K) Ugo Monye 5 (P) | Twickenham Stadium Londyn Widzów: 55437 Sędzia: Greg Garner |

| 3 września 201115:00 | Leicester Tigers                                                                           | 28:30(15:23) | Exeter | Welford Road, Leicester Widzów: 18251 Sędzia: Tim Wigglesworth |
| 3 września 201115:00 | Billy Twelvetrees 13 (2pd 3K) George Ford 3 (dg) Niall Morris 10 (2P) Thomas Waldrom 5 (P) | 28:30(15:23) | Ignacio Mieres 15 (3pd 3K) Matt Jess 5 (P) Richard Baxter 5 (P) Sireli Naqelevuki 5 (P) Tom Johnson 5 (P) | Welford Road, Leicester Widzów: 18251 Sędzia: Tim Wigglesworth |

| 3 września 201115:00 | Worcester Warriors                                          | 17:12(7:6) | Sale Sharks            | Sixways Stadium, Worcester Widzów: 8602 Sędzia: David Rose |
| 3 września 201115:00 | Andy Goode 7 (2pd K) Matt Mullan 5 (P) Miles Benjamin 5 (P) | 17:12(7:6) | Nick MacLeod 9 (dg 2K) | Sixways Stadium, Worcester Widzów: 8602 Sędzia: David Rose |

| 3 września 201116:30 | Saracens                                   | 15:20(9:13) | London Wasps                                                      | Twickenham Stadium Londyn Widzów: 55437 Sędzia: JP Doyle |
| 3 września 201116:30 | Charlie Hodgson 6 (2K) Owen Farrell 9 (3K) | 15:20(9:13) | Christian Wade 5 (P) Nick Robinson 10 (2pd 2K) Tom Varndell 5 (P) | Twickenham Stadium Londyn Widzów: 55437 Sędzia: JP Doyle |

| 3 września 201118:30 | Newcastle Falcons     | 9:22(9:13) | Bath                                       | Kingston Park, Newcastle upon Tyne Widzów: 3250 Sędzia: Martin Fox |
| 3 września 201118:30 | Jimmy Gopperth 9 (3K) | 9:22(9:13) | Matt Carraro 5 (P) Sam Vesty 17 (pd dg 4K) | Kingston Park, Newcastle upon Tyne Widzów: 3250 Sędzia: Martin Fox |

| 4 września 201115:30 | Northampton Saints                                                               | 26:24(17:13) | Gloucester                                                                         | Franklin’s Gardens, Northampton Widzów: 13124 Sędzia: Andrew Small |
| 4 września 201115:30 | Martin Roberts 5 (P) Phil Dowson 5 (P) Ryan Lamb 3 (K) Stephen Myler 13 (2pd 3K) | 26:24(17:13) | Charlie Sharples 5 (P) Freddie Burns 6 (dg K) Jonny May 5 (P) Tim Taylor 8 (pd 2K) | Franklin’s Gardens, Northampton Widzów: 13124 Sędzia: Andrew Small |

| 9 września 201119:45 | Harlequins                                            | 26:13(12:7) | Northampton Saints                                       | Twickenham Stoop, Londyn Widzów: 10990 Sędzia: JP Doyle |
| 9 września 201119:45 | Joe Gray 5 (P) Nick Evans 16 (2pd 4K) Ugo Monye 5 (P) | 26:13(12:7) | Greig Tonks 5 (P) Ryan Lamb 3 (K) Stephen Myler 5 (pd K) | Twickenham Stoop, Londyn Widzów: 10990 Sędzia: JP Doyle |
| 9 września 201119:45 | James Johnston                                        | 26:13(12:7) |                                                          | Twickenham Stoop, Londyn Widzów: 10990 Sędzia: JP Doyle |

| 9 września 201119:45 | Sale Sharks                                                                                           | 30:29(20:23) | London Irish                                                  | Edgeley Park, Stockport Widzów: 6547 Sędzia: Sean Davey |
| 9 września 201119:45 | Dwayne Peel 5 (P) Henry Thomas 5 (P) James Gaskell 5 (P) Nick MacLeod 10 (2pd 2K) Rob Miller 5 (pd K) | 30:29(20:23) | David Paice 5 (P) Jonathan Joseph 5 (P) Tom Homer 19 (2pd 5K) | Edgeley Park, Stockport Widzów: 6547 Sędzia: Sean Davey |

| 10 września 201115:00 | Exeter | 32:15(13:8) | Newcastle Falcons                                                   | Sandy Park, Exeter Widzów: 5405 Sędzia: Chris White |
| 10 września 201115:00 | Ignacio Mieres 12 (3pd 2K) Jason Shoemark 10 (2P) Josh Tatupu 5 (P) Phil Dollman 5 (P) Sireli Naqelevuki 5 (P) | 32:15(13:8) | James Fitzpatrick 5 (P) Jimmy Gopperth 5 (pd K) Tom Catterick 5 (P) | Sandy Park, Exeter Widzów: 5405 Sędzia: Chris White |

| 10 września 201115:00 | Gloucester                                                                   | 29:8(19:3) | Worcester Warriors                      | Kingsholm Stadium, Gloucester Widzów: 12604 Sędzia: Luke Pearce |
| 10 września 201115:00 | Freddie Burns 5 (pd K) Jonny May 5 (P) Tim Taylor 14 (pd 4K) Tom Voyce 5 (P) | 29:8(19:3) | Dale Rasmussen 5 (P) Joe Carlisle 3 (K) | Kingsholm Stadium, Gloucester Widzów: 12604 Sędzia: Luke Pearce |
| 10 września 201115:00 | Marcel Garvey                                                                | 29:8(19:3) |                                         | Kingsholm Stadium, Gloucester Widzów: 12604 Sędzia: Luke Pearce |

| 10 września 201115:15 | Bath                                                                            | 26:28(17:13) | Saracens                                  | The Recreation Ground, Bath Widzów: 10085 Sędzia: Greg Garner |
| 10 września 201115:15 | Carl Fearns 5 (P) Nick Abendanon 5 (P) Paul Roberts 2 (pd) Sam Vesty 14 (pd 4K) | 26:28(17:13) | James Short 5 (P) Owen Farrell 23 (pd 7K) | The Recreation Ground, Bath Widzów: 10085 Sędzia: Greg Garner |
| 10 września 201115:15 | Andy Saull                                                                      | 26:28(17:13) |                                           | The Recreation Ground, Bath Widzów: 10085 Sędzia: Greg Garner |

| 11 września 201114:15 | London Wasps                                                                        | 35:29(17:20) | Leicester Tigers                 | Adams Park, High Wycombe Widzów: 5078 Sędzia: Andrew Small |
| 11 września 201114:15 | Christian Wade 15 (3P) Nic Berry 5 (P) Nick Robinson 7 (2pd K) Ryan Davis 8 (pd 2K) | 35:29(17:20) | Billy Twelvetrees 29 (2P 2pd 5K) | Adams Park, High Wycombe Widzów: 5078 Sędzia: Andrew Small |

| 17 września 201115:00 | Harlequins | 42:6(18:6) | Gloucester           | Twickenham Stoop, Londyn Widzów: 10526 Sędzia: Tim Wigglesworth |
| 17 września 201115:00 | Chris Brooker 5 (P) Luke Wallace 10 (2P) Nick Evans 12 (3pd 2K) Rory Clegg 5 (pd K) Sam Smith 5 (P) Ugo Monye 5 (P) | 42:6(18:6) | Freddie Burns 6 (2K) | Twickenham Stoop, Londyn Widzów: 10526 Sędzia: Tim Wigglesworth |
| 17 września 201115:00 | Matt Cox | 42:6(18:6) |                      | Twickenham Stoop, Londyn Widzów: 10526 Sędzia: Tim Wigglesworth |

| 17 września 201115:00 | London Wasps                             | 18:29(10:19) | Sale Sharks                                                        | Adams Park, High Wycombe Widzów: 5078 Sędzia: Greg Garner |
| 17 września 201115:00 | Chris Bell 5 (P) Ryan Davis 13 (P pd 2K) | 18:29(10:19) | David Seymour 5 (P) Fraser McKenzie 5 (P) Nick MacLeod 19 (2pd 5K) | Adams Park, High Wycombe Widzów: 5078 Sędzia: Greg Garner |

| 17 września 201115:00 | Northampton Saints                    | 13:14(6:3) | London Irish                        | Franklin’s Gardens, Northampton Widzów: 12557 Sędzia: Martin Fox |
| 17 września 201115:00 | Ryan Lamb 6 (2K) Stephen Myler 2 (pd) | 13:14(6:3) | Nick Kennedy 5 (P) Tom Homer 9 (3K) | Franklin’s Gardens, Northampton Widzów: 12557 Sędzia: Martin Fox |
| 17 września 201115:00 | Leo Halavatau                         | 13:14(6:3) |                                     | Franklin’s Gardens, Northampton Widzów: 12557 Sędzia: Martin Fox |

| 17 września 201115:05 | Newcastle Falcons                                                                 | 26:27(11:11) | Leicester Tigers                                                              | Kingston Park, Newcastle upon Tyne Widzów: 4214 Sędzia: JP Doyle |
| 17 września 201115:05 | Greg Goosen 5 (P) James Hudson 5 (P) Jimmy Gopperth 11 (pd 3K) Luke Fielden 5 (P) | 26:27(11:11) | Billy Twelvetrees 12 (4K) Ed Slater 5 (P) Julian Salvi 5 (P) Steve Mafi 5 (P) | Kingston Park, Newcastle upon Tyne Widzów: 4214 Sędzia: JP Doyle |

| 17 września 201117:30 | Bath                                                      | 23:19(9:6) | Exeter                    | The Recreation Ground, Bath Widzów: 10827 Sędzia: David Rose |
| 17 września 201117:30 | Dan Hipkiss 5 (P) Nathan Catt 5 (P) Sam Vesty 13 (2pd 3K) | 23:19(9:6) | Ignacio Mieres 14 (pd 4K) | The Recreation Ground, Bath Widzów: 10827 Sędzia: David Rose |

| 18 września 201114:15 | Saracens                                                          | 18:6(3:6) | Worcester Warriors  | Vicarage Road, Watford Widzów: 5937 Sędzia: Llyr ApGeraint Roberts |
| 18 września 201114:15 | Brad Barritt 5 (P) Charlie Hodgson 8 (pd 2K) David Strettle 5 (P) | 18:6(3:6) | Andy Goode 6 (dg K) | Vicarage Road, Watford Widzów: 5937 Sędzia: Llyr ApGeraint Roberts |

| 23 września 201119:45 | Sale Sharks                                                                     | 29:21(6:12) | Northampton Saints        | Edgeley Park, Stockport Widzów: 6250 Sędzia: Tim Wigglesworth |
| 23 września 201119:45 | David Seymour 5 (P) Dwayne Peel 5 (P) Mark Easter 5 (P) Nick MacLeod 14 (pd 4K) | 29:21(6:12) | Stephen Myler 18 (6K)     | Edgeley Park, Stockport Widzów: 6250 Sędzia: Tim Wigglesworth |
| 23 września 201119:45 | Dwayne Peel                                                                     | 29:21(6:12) | Calum Clark · Phil Dowson | Edgeley Park, Stockport Widzów: 6250 Sędzia: Tim Wigglesworth |

| 24 września 201114:30 | Leicester Tigers                                                                    | 25:50(11:23) | Saracens | Welford Road, Leicester Widzów: 17557 Sędzia: Greg Garner |
| 24 września 201114:30 | Ben Woods 5 (P) Billy Twelvetrees 10 (2pd 2K) Julian Salvi 5 (P) Niall Morris 5 (P) | 25:50(11:23) | Brad Barritt 5 (P) Charlie Hodgson 20 (P 3pd 3K) Ernst Joubert 10 (2P) Jamie George 5 (P) Owen Farrell 10 (P pd K) | Welford Road, Leicester Widzów: 17557 Sędzia: Greg Garner |
| 24 września 201114:30 | Joe Maddock                                                                         | 25:50(11:23) | | Welford Road, Leicester Widzów: 17557 Sędzia: Greg Garner |

| 24 września 201115:00 | Gloucester                                                                              | 23:6(10:6) | Bath             | Kingsholm Stadium, Gloucester Widzów: 14736 Sędzia: David Rose |
| 24 września 201115:00 | Charlie Sharples 5 (P) Darren Dawidiuk 5 (P) Freddie Burns 2 (pd) Tim Taylor 11 (pd 3K) | 23:6(10:6) | Sam Vesty 6 (2K) | Kingsholm Stadium, Gloucester Widzów: 14736 Sędzia: David Rose |
| 24 września 201115:00 | Lesley Vainikolo                                                                        | 23:6(10:6) |                  | Kingsholm Stadium, Gloucester Widzów: 14736 Sędzia: David Rose |

| 24 września 201115:00 | London Irish                                                  | 46:29(19:12) | Newcastle Falcons                                                 | Madejski Stadium, Reading Widzów: 6333 Sędzia: JP Doyle |
| 24 września 201115:00 | Jonathan Joseph 10 (2P) Tom Homer 26 (4pd 6K) Topsy Ojo 5 (P) | 46:29(19:12) | Darren Fearn 5 (P) Jamie Helleur 5 (P) Jimmy Gopperth 19 (2pd 5K) | Madejski Stadium, Reading Widzów: 6333 Sędzia: JP Doyle |
| 24 września 201115:00 | James Hudson · Tom Catterick                                  | 46:29(19:12) |                                                                   | Madejski Stadium, Reading Widzów: 6333 Sędzia: JP Doyle |

| 24 września 201115:00 | Worcester Warriors    | 15:17(9:3) | Harlequins                           | Sixways Stadium, Worcester Widzów: 7965 Sędzia: Chris White |
| 24 września 201115:00 | Andy Goode 15 (dg 4K) | 15:17(9:3) | Nick Evans 7 (2pd K) Sam Smith 5 (P) | Sixways Stadium, Worcester Widzów: 7965 Sędzia: Chris White |
| 24 września 201115:00 | Jake Abbott           | 15:17(9:3) |                                      | Sixways Stadium, Worcester Widzów: 7965 Sędzia: Chris White |

| 25 września 201115:00 | Exeter                                                                              | 21:11(5:6) | London Wasps                         | Sandy Park, Exeter Widzów: 6795 Sędzia: Martin Fox |
| 25 września 201115:00 | Chris Budgen 5 (P) Gareth Steenson 5 (pd K) Ignacio Mieres 6 (2K) Tom Johnson 5 (P) | 21:11(5:6) | Jack Wallace 5 (P) Ryan Davis 6 (2K) | Sandy Park, Exeter Widzów: 6795 Sędzia: Martin Fox |
| 25 września 201115:00 | Richard Birkett                                                                     | 21:11(5:6) |                                      | Sandy Park, Exeter Widzów: 6795 Sędzia: Martin Fox |

| 30 września 201119:45 | Worcester Warriors | 12:3(6:3) | Northampton Saints  | Sixways Stadium, Worcester Widzów: 9248 Sędzia: David Rose |
| 30 września 201119:45 | Andy Goode 12 (4K) | 12:3(6:3) | Stephen Myler 3 (K) | Sixways Stadium, Worcester Widzów: 9248 Sędzia: David Rose |
| 30 września 201119:45 | Brian Mujati       | 12:3(6:3) |                     | Sixways Stadium, Worcester Widzów: 9248 Sędzia: David Rose |

| 1 października 201113:00 | Gloucester                                                                       | 33:30(23:17) | London Irish                                                               | Kingsholm Stadium, Gloucester Widzów: 10864 Sędzia: Greg Garner |
| 1 października 201113:00 | Darren Dawidiuk 5 (P) Freddie Burns 3 (K) Tim Taylor 15 (3pd 3K) Tom Voyce 5 (P) | 33:30(23:17) | Alex Gray 5 (P) Steve Shingler 5 (P) Tom Homer 15 (3pd 3K) Topsy Ojo 5 (P) | Kingsholm Stadium, Gloucester Widzów: 10864 Sędzia: Greg Garner |
| 1 października 201113:00 | Chris Halaʻufia                                                                  | 33:30(23:17) |                                                                            | Kingsholm Stadium, Gloucester Widzów: 10864 Sędzia: Greg Garner |

| 1 października 201115:00 | Exeter                                        | 13:17(6:10) | Saracens                                       | Sandy Park, Exeter Widzów: 6793 Sędzia: JP Doyle |
| 1 października 201115:00 | Ignacio Mieres 8 (pd 2K) Richard Baxter 5 (P) | 13:17(6:10) | Charlie Hodgson 9 (P 2pd) Owen Farrell 8 (P K) | Sandy Park, Exeter Widzów: 6793 Sędzia: JP Doyle |

| 1 października 201115:00 | Harlequins | 48:41(38:17) | Sale Sharks | Twickenham Stoop, Londyn Widzów: 10802 Sędzia: Martin Fox |
| 1 października 201115:00 | George Lowe 5 (P) Mark Lambert 5 (P) Mike Brown 10 (2P) Nick Evans 20 (P 6pd K) Ollie Kohn 5 (P) Rory Clegg 3 (K) | 48:41(38:17) | Dwayne Peel 5 (P) Joaquín Tuculet 5 (P) Nick MacLeod 9 (3pd K) Rob Miller 12 (2P pd) Tom Brady 5 (P) Vadim Cobîlaș 5 (P) | Twickenham Stoop, Londyn Widzów: 10802 Sędzia: Martin Fox |

| 1 października 201115:15 | Bath                                                                              | 26:25(13:16) | Leicester Tigers             | The Recreation Ground, Bath Widzów: 11768 Sędzia: Tim Wigglesworth |
| 1 października 201115:15 | Dave Attwood 5 (P) Matt Carraro 5 (P) Sam Vesty 8 (pd 2K) Tom Heathcote 8 (pd 2K) | 26:25(13:16) | Jeremy Staunton 25 (P pd 6K) | The Recreation Ground, Bath Widzów: 11768 Sędzia: Tim Wigglesworth |

| 2 października 201115:30 | Newcastle Falcons      | 15:10(9:7) | London Wasps                             | Kingston Park, Newcastle upon Tyne Widzów: 4052 Sędzia: Sean Davey |
| 2 października 201115:30 | Jimmy Gopperth 15 (5K) | 15:10(9:7) | Christian Wade 5 (P) Ryan Davis 5 (pd K) | Kingston Park, Newcastle upon Tyne Widzów: 4052 Sędzia: Sean Davey |

| 8 października 201114:30 | Northampton Saints                                                                                    | 33:3(20:3) | Exeter               | Franklin’s Gardens, Northampton Widzów: 12542 Sędzia: Greg Garner |
| 8 października 201114:30 | James Downey 5 (P) Paul Diggin 5 (P) Ryan Lamb 16 (2pd 4K) Scott Armstrong 5 (P) Stephen Myler 2 (pd) | 33:3(20:3) | Ignacio Mieres 3 (K) | Franklin’s Gardens, Northampton Widzów: 12542 Sędzia: Greg Garner |
| 8 października 201114:30 | Luke Arscott                                                                                          | 33:3(20:3) |                      | Franklin’s Gardens, Northampton Widzów: 12542 Sędzia: Greg Garner |

| 8 października 201115:00 | Sale Sharks                                | 13:11(10:0) | Gloucester                            | Edgeley Park, Stockport Widzów: 8088 Sędzia: Sean Davey |
| 8 października 201115:00 | David Seymour 5 (P) Nick MacLeod 8 (pd 2K) | 13:11(10:0) | Henry Trinder 5 (P) Tim Taylor 6 (2K) | Edgeley Park, Stockport Widzów: 8088 Sędzia: Sean Davey |
| 8 października 201115:00 | Henry Thomas                               | 13:11(10:0) |                                       | Edgeley Park, Stockport Widzów: 8088 Sędzia: Sean Davey |

| 8 października 201116:45 | Leicester Tigers                                                      | 18:27(15:17) | Harlequins                                                                 | Welford Road, Leicester Widzów: 17227 Sędzia: David Rose |
| 8 października 201116:45 | Boris Stankovich 5 (P) Jeremy Staunton 8 (pd 2K) Scott Hamilton 5 (P) | 18:27(15:17) | Nick Evans 12 (3pd 2K) Ollie Kohn 5 (P) Sam Smith 5 (P) Seb Stegmann 5 (P) | Welford Road, Leicester Widzów: 17227 Sędzia: David Rose |

| 9 października 201114:00 | London Irish                                                                                                   | 42:24(16:10) | Worcester Warriors                                                                  | Madejski Stadium, Reading Widzów: 6385 Sędzia: JP Doyle |
| 9 października 201114:00 | Adam Thompstone 5 (P) Chris Halaʻufia 5 (P) Jonathan Joseph 5 (P) Steve Shingler 5 (P) Tom Homer 22 (P 4pd 3K) | 42:24(16:10) | Andy Goode 7 (2pd K) Joe Carlisle 2 (pd) Marcel Garvey 10 (2P) Miles Benjamin 5 (P) | Madejski Stadium, Reading Widzów: 6385 Sędzia: JP Doyle |
| 9 października 201114:00 | Darren Allinson                                                                                                | 42:24(16:10) |                                                                                     | Madejski Stadium, Reading Widzów: 6385 Sędzia: JP Doyle |

| 9 października 201115:00 | London Wasps                                                     | 27:24(18:13) | Bath                                                               | Adams Park, High Wycombe Widzów: 6835 Sędzia: Andrew Small |
| 9 października 201115:00 | Christian Wade 5 (P) Nick Robinson 17 (pd 5K) Tom Varndell 5 (P) | 27:24(18:13) | Guy Mercer 5 (P) Kane Palma-Newport 5 (P) Tom Heathcote 14 (pd 4K) | Adams Park, High Wycombe Widzów: 6835 Sędzia: Andrew Small |

| 9 października 201115:00 | Saracens                                                                         | 25:5(18:5) | Newcastle Falcons  | Vicarage Road, Watford Widzów: 5882 Sędzia: Luke Pearce |
| 9 października 201115:00 | Alex Goode 5 (P) Charlie Hodgson 10 (2pd 2K) James Short 5 (P) Joe Maddock 5 (P) | 25:5(18:5) | Luke Fielden 5 (P) | Vicarage Road, Watford Widzów: 5882 Sędzia: Luke Pearce |

| 28 października 201119:45 | Sale Sharks                            | 13:34(13:3) | Leicester Tigers                                                                               | Edgeley Park, Stockport Widzów: 8673 Sędzia: Andrew Small |
| 28 października 201119:45 | Nick MacLeod 8 (pd 2K) Tom Brady 5 (P) | 13:34(13:3) | Alesana Tuilagi 5 (P) Marcos Ayerza 5 (P) Martin Castrogiovanni 5 (P) Toby Flood 19 (P 4pd 2K) | Edgeley Park, Stockport Widzów: 8673 Sędzia: Andrew Small |

| 28 października 201119:45 | Worcester Warriors                   | 12:14(3:6) | London Wasps                                  | Sixways Stadium, Worcester Widzów: 9304 Sędzia: Greg Garner |
| 28 października 201119:45 | Andy Goode 3 (K) Joe Carlisle 9 (3K) | 12:14(3:6) | Nick Robinson 9 (dg 2K) Richard Birkett 5 (P) | Sixways Stadium, Worcester Widzów: 9304 Sędzia: Greg Garner |

| 29 października 201114:30 | London Irish      | 12:13(0:5) | Bath                                 | Madejski Stadium, Reading Widzów: 9252 Sędzia: David Rose |
| 29 października 201114:30 | Tom Homer 12 (4K) | 12:13(0:5) | Dave Attwood 5 (P) Sam Vesty 8 (P K) | Madejski Stadium, Reading Widzów: 9252 Sędzia: David Rose |
| 29 października 201114:30 | Delon Armitage    | 12:13(0:5) |                                      | Madejski Stadium, Reading Widzów: 9252 Sędzia: David Rose |

| 29 października 201115:00 | Harlequins                             | 19:13(9:0) | Exeter                                      | Twickenham Stoop, Londyn Widzów: 12395 Sędzia: Sean Davey |
| 29 października 201115:00 | Mike Brown 5 (P) Nick Evans 14 (pd 4K) | 19:13(9:0) | Bryan Rennie 5 (P) Ignacio Mieres 8 (pd 2K) | Twickenham Stoop, Londyn Widzów: 12395 Sędzia: Sean Davey |
| 29 października 201115:00 | George Robson                          | 19:13(9:0) |                                             | Twickenham Stoop, Londyn Widzów: 12395 Sędzia: Sean Davey |

| 29 października 201115:00 | Northampton Saints                                                                                        | 44:15(18:12) | Newcastle Falcons         | Franklin’s Gardens, Northampton Widzów: 13326 Sędzia: JP Doyle |
| 29 października 201115:00 | Chris Ashton 10 (2P) Ryan Lamb 12 (3pd 2K) Stephen Myler 2 (pd) Tom May 10 (2P) Wasilij Artiemjew 10 (2P) | 44:15(18:12) | Jimmy Gopperth 15 (dg 4K) | Franklin’s Gardens, Northampton Widzów: 13326 Sędzia: JP Doyle |
| 29 października 201115:00 | Courtney Lawes                                                                                            | 44:15(18:12) |                           | Franklin’s Gardens, Northampton Widzów: 13326 Sędzia: JP Doyle |

| 29 października 201117:45 | Gloucester                                               | 17:19(11:3) | Saracens                                                         | Kingsholm Stadium, Gloucester Widzów: 11949 Sędzia: Tim Wigglesworth |
| 29 października 201117:45 | Freddie Burns 6 (2K) Olly Morgan 5 (P) Tim Taylor 6 (2K) | 17:19(11:3) | Brad Barritt 5 (P) Charlie Hodgson 3 (K) Owen Farrell 11 (pd 3K) | Kingsholm Stadium, Gloucester Widzów: 11949 Sędzia: Tim Wigglesworth |
| 29 października 201117:45 | Nick Wood                                                | 17:19(11:3) | Rhys Gill                                                        | Kingsholm Stadium, Gloucester Widzów: 11949 Sędzia: Tim Wigglesworth |

| 4 listopada 201119:45 | Newcastle Falcons                           | 16:16(6:13) | Worcester Warriors                                        | Kingston Park, Newcastle upon Tyne Widzów: 7013 Sędzia: Wayne Barnes |
| 4 listopada 201119:45 | Jimmy Gopperth 11 (pd 3K) Mike Mayhew 5 (P) | 16:16(6:13) | Andy Goode 3 (K) Joe Carlisle 8 (pd 2K) Shaun Perry 5 (P) | Kingston Park, Newcastle upon Tyne Widzów: 7013 Sędzia: Wayne Barnes |

| 5 listopada 201114:15 | Bath                                   | 13:26(7:13) | Harlequins                                                  | The Recreation Ground, Bath Widzów: 12200 Sędzia: Dean Richards |
| 5 listopada 201114:15 | Dave Attwood 5 (P) Sam Vesty 8 (pd 2K) | 13:26(7:13) | Chris Robshaw 5 (P) Mike Brown 5 (P) Nick Evans 16 (2pd 4K) | The Recreation Ground, Bath Widzów: 12200 Sędzia: Dean Richards |

| 5 listopada 201115:00 | Exeter                                                                      | 19:24(11:14) | Gloucester                                                      | Sandy Park, Exeter Widzów: 9607 Sędzia: Andrew Small |
| 5 listopada 201115:00 | Gareth Steenson 6 (2K) Hoani Tui 5 (P) Ignacio Mieres 3 (K) Matt Jess 5 (P) | 19:24(11:14) | Akapusi Qera 5 (P) Freddie Burns 14 (P 3pd K) Olly Morgan 5 (P) | Sandy Park, Exeter Widzów: 9607 Sędzia: Andrew Small |

| 5 listopada 201115:05 | Leicester Tigers                           | 24:24(13:7) | London Irish                                                                     | Welford Road, Leicester Widzów: 20479 Sędzia: Dave Pearson |
| 5 listopada 201115:05 | Horacio Agulla 5 (P) Toby Flood 14 (pd 4K) | 24:24(13:7) | Adam Thompstone 5 (P) Matt Garvey 5 (P) Shontayne Hape 5 (P) Tom Homer 9 (3pd K) | Welford Road, Leicester Widzów: 20479 Sędzia: Dave Pearson |
| 5 listopada 201115:05 | Dan Bowden                                 | 24:24(13:7) |                                                                                  | Welford Road, Leicester Widzów: 20479 Sędzia: Dave Pearson |

| 6 listopada 201114:15 | London Wasps                                            | 13:24(8:12) | Northampton Saints                                             | Adams Park, High Wycombe Widzów: 8222 Sędzia: Tim Wigglesworth |
| 6 listopada 201114:15 | Nick Robinson 3 (K) Riki Flutey 5 (P) Ross Filipo 5 (P) | 13:24(8:12) | Brian Mujati 5 (P) Ryan Lamb 14 (pd 4K) Soane Tongaʻuiha 5 (P) | Adams Park, High Wycombe Widzów: 8222 Sędzia: Tim Wigglesworth |
| 6 listopada 201114:15 | Tim Payne                                               | 13:24(8:12) |                                                                | Adams Park, High Wycombe Widzów: 8222 Sędzia: Tim Wigglesworth |

| 6 listopada 201115:00 | Saracens                                                         | 23:10(10:0) | Sale Sharks                        | Vicarage Road, Watford Widzów: 6012 Sędzia: Martin Fox |
| 6 listopada 201115:00 | David Strettle 5 (P) Matt Stevens 5 (P) Owen Farrell 13 (2pd 3K) | 23:10(10:0) | Mark Easter 5 (P) Rob Miller 5 (P) | Vicarage Road, Watford Widzów: 6012 Sędzia: Martin Fox |

| 25 listopada 201119:45 | Sale Sharks                                                    | 23:30(23:7) | Exeter                                                                     | Edgeley Park, Stockport Widzów: 6877 Sędzia: Tim Wigglesworth |
| 25 listopada 201119:45 | Henry Thomas 5 (P) Nick MacLeod 13 (2pd 3K) Sam Tuitupou 5 (P) | 23:30(23:7) | Gareth Steenson 5 (pd K) Ignacio Mieres 15 (P 2pd 2K) Richard Baxter 5 (P) | Edgeley Park, Stockport Widzów: 6877 Sędzia: Tim Wigglesworth |
| 25 listopada 201119:45 | Henry Thomas                                                   | 23:30(23:7) |                                                                            | Edgeley Park, Stockport Widzów: 6877 Sędzia: Tim Wigglesworth |

| 25 listopada 201119:45 | Worcester Warriors                                            | 16:7(10:0) | Bath                                    | Sixways Stadium, Worcester Widzów: 10694 Sędzia: Martin Fox |
| 25 listopada 201119:45 | Andy Goode 3 (dg) Joe Carlisle 8 (pd 2K) Miles Benjamin 5 (P) | 16:7(10:0) | Charlie Beech 5 (P) Olly Barkley 2 (pd) | Sixways Stadium, Worcester Widzów: 10694 Sędzia: Martin Fox |

| 26 listopada 201114:15 | Gloucester                               | 14:19(6:3) | Leicester Tigers                           | Kingsholm Stadium, Gloucester Widzów: 14437 Sędzia: JP Doyle |
| 26 listopada 201114:15 | Freddie Burns 9 (3K) Luke Narraway 5 (P) | 14:19(6:3) | Alesana Tuilagi 5 (P) Toby Flood 14 (P 3K) | Kingsholm Stadium, Gloucester Widzów: 14437 Sędzia: JP Doyle |

| 26 listopada 201115:00 | London Irish      | 21:17(9:6) | London Wasps                               | Madejski Stadium, Reading Widzów: 8612 Sędzia: Sean Davey |
| 26 listopada 201115:00 | Tom Homer 21 (7K) | 21:17(9:6) | Christian Wade 5 (P) Nick Robinson 12 (4K) | Madejski Stadium, Reading Widzów: 8612 Sędzia: Sean Davey |

| 26 listopada 201117:00 | Northampton Saints                                                             | 30:8(27:3) | Saracens                               | Franklin’s Gardens, Northampton Widzów: 13402 Sędzia: Dave Pearson |
| 26 listopada 201117:00 | George Pisi 5 (P) Lee Dickson 5 (P) Phil Dowson 5 (P) Ryan Lamb 15 (3pd dg 2K) | 30:8(27:3) | Ernst Joubert 5 (P) Owen Farrell 3 (K) | Franklin’s Gardens, Northampton Widzów: 13402 Sędzia: Dave Pearson |

| 27 listopada 201115:00 | Harlequins | 39:8(15:5) | Newcastle Falcons                            | Twickenham Stoop, Londyn Widzów: 12521 Sędzia: Luke Pearce |
| 27 listopada 201115:00 | Danny Care 5 (P) James Johnston 5 (P) Luke Wallace 5 (P) Mike Brown 5 (P) Nick Evans 7 (2pd K) Rory Clegg 2 (pd) Seb Stegmann 10 (2P) | 39:8(15:5) | James Fitzpatrick 5 (P) Jimmy Gopperth 3 (K) | Twickenham Stoop, Londyn Widzów: 12521 Sędzia: Luke Pearce |
| 27 listopada 201115:00 | Chris Pilgrim · Tim Swinson | 39:8(15:5) |                                              | Twickenham Stoop, Londyn Widzów: 12521 Sędzia: Luke Pearce |

| 2 grudnia 201120:00 | Newcastle Falcons                                                        | 26:25(17:20) | Gloucester                                                                                | Kingston Park, Newcastle upon Tyne Widzów: 4111 Sędzia: Greg Garner |
| 2 grudnia 201120:00 | James Fitzpatrick 5 (P) Jimmy Gopperth 16 (2pd 4K) Jordi Pasqualin 5 (P) | 26:25(17:20) | Freddie Burns 10 (2pd 2K) James Simpson-Daniel 5 (P) Olly Morgan 5 (P) Scott Lawson 5 (P) | Kingston Park, Newcastle upon Tyne Widzów: 4111 Sędzia: Greg Garner |
| 2 grudnia 201120:00 | Alasdair Strokosch                                                       | 26:25(17:20) |                                                                                           | Kingston Park, Newcastle upon Tyne Widzów: 4111 Sędzia: Greg Garner |

| 3 grudnia 201114:15 | Bath                                           | 13:16(10:0) | Sale Sharks                              | The Recreation Ground, Bath Widzów: 12040 Sędzia: JP Doyle |
| 3 grudnia 201114:15 | Michael Claassens 5 (P) Olly Barkley 8 (pd 2K) | 13:16(10:0) | Mark Cueto 5 (P) Nick MacLeod 11 (pd 3K) | The Recreation Ground, Bath Widzów: 12040 Sędzia: JP Doyle |

| 3 grudnia 201114:15 | Leicester Tigers                                                                               | 30:25(15:6) | Northampton Saints                                                                        | Welford Road, Leicester Widzów: 24000 Sędzia: Wayne Barnes |
| 3 grudnia 201114:15 | Ben Youngs 5 (P) Horacio Agulla 5 (P) Matt Smith 5 (P) Steve Mafi 5 (P) Toby Flood 10 (2pd 2K) | 30:25(15:6) | Chris Ashton 5 (P) Phil Dowson 5 (P) Ryan Lamb 6 (2K) Stephen Myler 4 (2pd) Tom May 5 (P) | Welford Road, Leicester Widzów: 24000 Sędzia: Wayne Barnes |
| 3 grudnia 201114:15 | Alesana Tuilagi                                                                                | 30:25(15:6) | Tom Wood                                                                                  | Welford Road, Leicester Widzów: 24000 Sędzia: Wayne Barnes |

| 3 grudnia 201115:00 | Exeter                 | 15:9(9:6) | Worcester Warriors                   | Sandy Park, Exeter Widzów: 7337 Sędzia: David Rose |
| 3 grudnia 201115:00 | Ignacio Mieres 15 (5K) | 15:9(9:6) | Andy Goode 3 (K) Joe Carlisle 6 (2K) | Sandy Park, Exeter Widzów: 7337 Sędzia: David Rose |

| 4 grudnia 201114:00 | Saracens             | 15:11(9:3) | London Irish                                       | Vicarage Road, Watford Widzów: 6240 Sędzia: Andrew Small |
| 4 grudnia 201114:00 | Owen Farrell 15 (5K) | 15:11(9:3) | Dan Bowden 3 (K) David Paice 5 (P) Tom Homer 3 (K) | Vicarage Road, Watford Widzów: 6240 Sędzia: Andrew Small |
| 4 grudnia 201114:00 | John Smit            | 15:11(9:3) |                                                    | Vicarage Road, Watford Widzów: 6240 Sędzia: Andrew Small |

| 4 grudnia 201116:00 | London Wasps                                                 | 16:22(6:7) | Harlequins                                                                 | Adams Park, High Wycombe Widzów: 6792 Sędzia: Dean Richards |
| 4 grudnia 201116:00 | Hugo Southwell 5 (P) Nick Robinson 6 (2K) Tom Varndell 5 (P) | 16:22(6:7) | Luke Wallace 5 (P) Matt Hopper 5 (P) Mike Brown 5 (P) Nick Evans 7 (2pd K) | Adams Park, High Wycombe Widzów: 6792 Sędzia: Dean Richards |
| 4 grudnia 201116:00 | Matt Hopper                                                  | 16:22(6:7) |                                                                            | Adams Park, High Wycombe Widzów: 6792 Sędzia: Dean Richards |

| 24 grudnia 201115:15 | Northampton Saints                                                       | 22:13(22:3) | Bath                                       | Franklin’s Gardens, Northampton Widzów: 13475 Sędzia: David Rose |
| 24 grudnia 201115:15 | Jamie Elliott 5 (P) Phil Dowson 5 (P) Ryan Lamb 7 (2pd K) Tom Wood 5 (P) | 22:13(22:3) | Francois Louw 5 (P) Olly Barkley 8 (pd 2K) | Franklin’s Gardens, Northampton Widzów: 13475 Sędzia: David Rose |
| 24 grudnia 201115:15 | James Downey · Samu Manoa                                                | 22:13(22:3) | Nick Abendanon · Stephen Donald            | Franklin’s Gardens, Northampton Widzów: 13475 Sędzia: David Rose |

| 26 grudnia 201114:30 | Sale Sharks                                              | 27:19(19:10) | Newcastle Falcons                              | Edgeley Park, Stockport Widzów: 9045 Sędzia: Dave Pearson |
| 26 grudnia 201114:30 | Mark Cueto 5 (P) Nick MacLeod 17 (pd 5K) Tom Brady 5 (P) | 27:19(19:10) | Jeremy Manning 5 (P) Jimmy Gopperth 14 (pd 4K) | Edgeley Park, Stockport Widzów: 9045 Sędzia: Dave Pearson |

| 26 grudnia 201115:00 | Gloucester                                                                                            | 39:10(19:10) | London Wasps                             | Kingsholm Stadium, Gloucester Widzów: 16121 Sędzia: Greg Garner |
| 26 grudnia 201115:00 | Freddie Burns 9 (3pd K) Henry Trinder 5 (P) Jonny May 10 (2P) Luke Narraway 5 (P) Olly Morgan 10 (2P) | 39:10(19:10) | Elliot Daly 5 (P) Nick Robinson 5 (pd K) | Kingsholm Stadium, Gloucester Widzów: 16121 Sędzia: Greg Garner |

| 27 grudnia 201113:30 | London Irish                                                | 29:22(19:9) | Exeter                                       | Madejski Stadium, Reading Widzów: 13474 Sędzia: Dean Richards |
| 27 grudnia 201113:30 | Joe Ansbro 5 (P) Shontayne Hape 5 (P) Tom Homer 19 (2pd 5K) | 29:22(19:9) | Ignacio Mieres 17 (pd 5K) Luke Arscott 5 (P) | Madejski Stadium, Reading Widzów: 13474 Sędzia: Dean Richards |

| 27 grudnia 201114:00 | Worcester Warriors                         | 13:32(3:20) | Leicester Tigers                                                                  | Sixways Stadium, Worcester Widzów: 12024 Sędzia: JP Doyle |
| 27 grudnia 201114:00 | Joe Carlisle 8 (pd 2K) Marcel Garvey 5 (P) | 13:32(3:20) | Horacio Agulla 5 (P) Louis Deacon 5 (P) Matt Smith 5 (P) Toby Flood 17 (P 3pd 2K) | Sixways Stadium, Worcester Widzów: 12024 Sędzia: JP Doyle |
| 27 grudnia 201114:00 | Chris Jones · Oliver Tomaszczyk            | 13:32(3:20) |                                                                                   | Sixways Stadium, Worcester Widzów: 12024 Sędzia: JP Doyle |

| 27 grudnia 201116:30 | Harlequins                         | 11:19(6:19) | Saracens                                     | Twickenham Stadium Londyn Widzów: 82000 Sędzia: Wayne Barnes |
| 27 grudnia 201116:30 | Joe Marler 5 (P) Nick Evans 6 (2K) | 11:19(6:19) | David Strettle 5 (P) Owen Farrell 14 (pd 4K) | Twickenham Stadium Londyn Widzów: 82000 Sędzia: Wayne Barnes |

| 31 grudnia 201114:00 | Newcastle Falcons                               | 14:32(11:13) | Northampton Saints                                                                                | Kingston Park, Newcastle upon Tyne Widzów: 6017 Sędzia: Tim Wigglesworth |
| 31 grudnia 201114:00 | Jimmy Gopperth 9 (3K) Sukanaivalu Hufanga 5 (P) | 14:32(11:13) | Ben Foden 10 (2P) Ryan Lamb 10 (2pd 2K) Soane Tongaʻuiha 5 (P) Stephen Myler 2 (pd) Tom May 5 (P) | Kingston Park, Newcastle upon Tyne Widzów: 6017 Sędzia: Tim Wigglesworth |
| 31 grudnia 201114:00 | Tim Swinson                                     | 14:32(11:13) |                                                                                                   | Kingston Park, Newcastle upon Tyne Widzów: 6017 Sędzia: Tim Wigglesworth |

| 31 grudnia 201115:45 | Exeter                                      | 9:11(6:8) | Harlequins                         | Sandy Park, Exeter Widzów: 10602 Sędzia: JP Doyle |
| 31 grudnia 201115:45 | Gareth Steenson 3 (K) Ignacio Mieres 6 (2K) | 9:11(6:8) | Danny Care 5 (P) Rory Clegg 6 (2K) | Sandy Park, Exeter Widzów: 10602 Sędzia: JP Doyle |

| 1 stycznia 201213:30 | Bath                                                                      | 30:3(10:3) | London Irish    | The Recreation Ground, Bath Widzów: 12200 Sędzia: Martin Fox |
| 1 stycznia 201213:30 | Anthony Perenise 5 (P) Michael Claassens 5 (P) Stephen Donald 15 (3pd 3K) | 30:3(10:3) | Tom Homer 3 (K) | The Recreation Ground, Bath Widzów: 12200 Sędzia: Martin Fox |
| 1 stycznia 201213:30 | Delon Armitage                                                            | 30:3(10:3) |                 | The Recreation Ground, Bath Widzów: 12200 Sędzia: Martin Fox |

| 1 stycznia 201215:00 | London Wasps        | 0:6(0:3) | Worcester Warriors | Adams Park, High Wycombe Widzów: 6932 Sędzia: Wayne Barnes |
| 1 stycznia 201215:00 | Joe Carlisle 6 (2K) | 0:6(0:3) |                    | Adams Park, High Wycombe Widzów: 6932 Sędzia: Wayne Barnes |
| 1 stycznia 201215:00 | Marcel Garvey       | 0:6(0:3) |                    | Adams Park, High Wycombe Widzów: 6932 Sędzia: Wayne Barnes |

| 1 stycznia 201215:00 | Saracens             | 15:15(9:6) | Gloucester            | Vicarage Road, Watford Widzów: 7555 Sędzia: Sean Davey |
| 1 stycznia 201215:00 | Owen Farrell 15 (5K) | 15:15(9:6) | Freddie Burns 15 (5K) | Vicarage Road, Watford Widzów: 7555 Sędzia: Sean Davey |

| 1 stycznia 201215:30 | Leicester Tigers                                                  | 28:23(17:10) | Sale Sharks                                                        | Welford Road, Leicester Widzów: 23132 Sędzia: Andrew Small |
| 1 stycznia 201215:30 | Alesana Tuilagi 5 (P) Geordan Murphy 5 (P) Toby Flood 13 (2pd 3K) | 28:23(17:10) | Fraser McKenzie 5 (P) Nick MacLeod 13 (2pd dg 2K) Rob Miller 5 (P) | Welford Road, Leicester Widzów: 23132 Sędzia: Andrew Small |

| 6 stycznia 201219:45 | Northampton Saints                                         | 24:3(17:3) | Harlequins       | Franklin’s Gardens, Northampton Widzów: 13459 Sędzia: Dave Pearson |
| 6 stycznia 201219:45 | Ben Foden 5 (P) Roger Wilson 5 (P) Ryan Lamb 14 (pd dg 3K) | 24:3(17:3) | Rory Clegg 3 (K) | Franklin’s Gardens, Northampton Widzów: 13459 Sędzia: Dave Pearson |
| 6 stycznia 201219:45 | Mark Sorenson                                              | 24:3(17:3) | Nick Easter      | Franklin’s Gardens, Northampton Widzów: 13459 Sędzia: Dave Pearson |

| 7 stycznia 201214:45 | Worcester Warriors                                             | 21:15(6:10) | Gloucester                                                    | Sixways Stadium, Worcester Widzów: 12024 Sędzia: Martin Fox |
| 7 stycznia 201214:45 | Andy Goode 10 (P pd K) Joe Carlisle 6 (2K) Marcel Garvey 5 (P) | 21:15(6:10) | Charlie Sharples 5 (P) Freddie Burns 5 (pd K) Jonny May 5 (P) | Sixways Stadium, Worcester Widzów: 12024 Sędzia: Martin Fox |

| 7 stycznia 201215:00 | Newcastle Falcons                         | 10:16(0:10) | Exeter                                          | Kingston Park, Newcastle upon Tyne Widzów: 3445 Sędzia: Andrew Small |
| 7 stycznia 201215:00 | Jimmy Gopperth 5 (pd K) Tim Swinson 5 (P) | 10:16(0:10) | Haydn Thomas 5 (P) Ignacio Mieres 11 (pd dg 2K) | Kingston Park, Newcastle upon Tyne Widzów: 3445 Sędzia: Andrew Small |

| 7 stycznia 201217:00 | Leicester Tigers                 | 29:11(16:11) | London Wasps                                       | Welford Road, Leicester Widzów: 21310 Sędzia: Tim Wigglesworth |
| 7 stycznia 201217:00 | Billy Twelvetrees 29 (2P 2pd 5K) | 29:11(16:11) | Elliot Daly 3 (K) Nic Berry 5 (P) Ryan Davis 3 (K) | Welford Road, Leicester Widzów: 21310 Sędzia: Tim Wigglesworth |
| 7 stycznia 201217:00 | Tim Payne                        | 29:11(16:11) |                                                    | Welford Road, Leicester Widzów: 21310 Sędzia: Tim Wigglesworth |

| 8 stycznia 201215:00 | London Irish                                                             | 21:19(12:10) | Sale Sharks                              | Madejski Stadium, Reading Widzów: 8088 Sędzia: Wayne Barnes |
| 8 stycznia 201215:00 | Adrian Jarvis 6 (2K) Bryn Evans 5 (P) Tom Homer 5 (pd K) Topsy Ojo 5 (P) | 21:19(12:10) | Nick MacLeod 14 (pd 4K) Rob Miller 5 (P) | Madejski Stadium, Reading Widzów: 8088 Sędzia: Wayne Barnes |
| 8 stycznia 201215:00 | David Paice                                                              | 21:19(12:10) |                                          | Madejski Stadium, Reading Widzów: 8088 Sędzia: Wayne Barnes |

| 8 stycznia 201215:00 | Saracens                                                         | 26:19(13:10) | Bath                                            | Vicarage Road, Watford Widzów: 5799 Sędzia: Pascal Gaüzère |
| 8 stycznia 201215:00 | Chris Wyles 5 (P) Owen Farrell 16 (2pd 4K) Steve Borthwick 5 (P) | 26:19(13:10) | Stephen Donald 10 (P pd K) Tom Heathcote 9 (3K) | Vicarage Road, Watford Widzów: 5799 Sędzia: Pascal Gaüzère |
| 8 stycznia 201215:00 | Rhys Gill                                                        | 26:19(13:10) |                                                 | Vicarage Road, Watford Widzów: 5799 Sędzia: Pascal Gaüzère |

| 10 lutego 201220:00 | Sale Sharks          | 15:12(6:9) | Worcester Warriors                 | Edgeley Park, Stockport Widzów: 5926 Sędzia: Llyr ApGeraint Roberts |
| 10 lutego 201220:00 | Nick MacLeod 15 (5K) | 15:12(6:9) | Andy Goode 9 (3K) Danny Gray 3 (K) | Edgeley Park, Stockport Widzów: 5926 Sędzia: Llyr ApGeraint Roberts |

| 11 lutego 201214:00 | Harlequins                                                                                       | 30:23(10:13) | London Irish                                                      | Twickenham Stoop, Londyn Widzów: 13418 Sędzia: Tim Wigglesworth |
| 11 lutego 201214:00 | Danny Care 3 (dg) Nick Evans 12 (3pd 2K) Ross Chisholm 5 (P) Tom Casson 5 (P) Tom Williams 5 (P) | 30:23(10:13) | Adrian Jarvis 3 (K) Jonathan Joseph 5 (P) Tom Homer 15 (P 2pd 2K) | Twickenham Stoop, Londyn Widzów: 13418 Sędzia: Tim Wigglesworth |

| 11 lutego 201214:15 | Bath                                                                                    | 30:24(8:14) | Newcastle Falcons                                                               | The Recreation Ground, Bath Widzów: 11944 Sędzia: Dean Richards |
| 11 lutego 201214:15 | Anthony Perenise 5 (P) Olly Barkley 3 (K) Olly Woodburn 10 (2P) Tom Heathcote 7 (2pd K) | 30:24(8:14) | Jimmy Gopperth 9 (3pd K) Mark Wilson 5 (P) Rob Vickers 5 (P) Will Chudley 5 (P) | The Recreation Ground, Bath Widzów: 11944 Sędzia: Dean Richards |
| 11 lutego 201214:15 | Jimmy Gopperth                                                                          | 30:24(8:14) |                                                                                 | The Recreation Ground, Bath Widzów: 11944 Sędzia: Dean Richards |

| 11 lutego 201214:15 | Gloucester                                                            | 27:24(18:9) | Northampton Saints                                       | Kingsholm Stadium, Gloucester Widzów: 12758 Sędzia: JP Doyle |
| 11 lutego 201214:15 | Charlie Sharples 5 (P) Darren Dawidiuk 5 (P) Freddie Burns 17 (pd 5K) | 27:24(18:9) | George Pisi 5 (P) Ryan Lamb 12 (4K) Stephen Myler 2 (pd) | Kingsholm Stadium, Gloucester Widzów: 12758 Sędzia: JP Doyle |

| 11 lutego 201218:00 | Exeter                                         | 19:11(6:8) | Leicester Tigers                        | Sandy Park, Exeter Widzów: 9025 Sędzia: Sean Davey |
| 11 lutego 201218:00 | Ignacio Mieres 14 (pd 4K) Richard Baxter 5 (P) | 19:11(6:8) | Alesana Tuilagi 5 (P) Toby Flood 6 (2K) | Sandy Park, Exeter Widzów: 9025 Sędzia: Sean Davey |

| 12 lutego 201213:15 | London Wasps                                                   | 17:22(14:16) | Saracens                                | Adams Park, High Wycombe Widzów: 5574 Sędzia: Greg Garner |
| 12 lutego 201213:15 | Billy Vunipola 5 (P) Nick Robinson 7 (2pd K) Tom Lindsay 5 (P) | 17:22(14:16) | Alex Goode 17 (pd 5K) James Short 5 (P) | Adams Park, High Wycombe Widzów: 5574 Sędzia: Greg Garner |

| 18 lutego 201214:30 | Bath                                                   | 11:14(5:11) | Gloucester                                            | The Recreation Ground, Bath Widzów: 12200 Sędzia: Wayne Barnes |
| 18 lutego 201214:30 | Olly Barkley 3 (K) Tom Biggs 5 (P) Tom Heathcote 3 (K) | 11:14(5:11) | Freddie Burns 6 (2K) Nick Wood 5 (P) Ryan Mills 3 (K) | The Recreation Ground, Bath Widzów: 12200 Sędzia: Wayne Barnes |
| 18 lutego 201214:30 | Ryan Caldwell                                          | 11:14(5:11) | Jim Hamilton                                          | The Recreation Ground, Bath Widzów: 12200 Sędzia: Wayne Barnes |

| 18 lutego 201215:00 | London Wasps          | 12:15(3:9) | Exeter                 | Adams Park, High Wycombe Widzów: 5183 Sędzia: Dave Pearson |
| 18 lutego 201215:00 | Nick Robinson 12 (4K) | 12:15(3:9) | Ignacio Mieres 15 (5K) | Adams Park, High Wycombe Widzów: 5183 Sędzia: Dave Pearson |

| 18 lutego 201215:00 | Newcastle Falcons                                 | 19:10(6:10) | London Irish                                 | Kingston Park, Newcastle upon Tyne Widzów: 5813 Sędzia: JP Doyle |
| 18 lutego 201215:00 | Jimmy Gopperth 14 (pd dg 3K) Ryan Shortland 5 (P) | 19:10(6:10) | Sailosi Tagicakibau 5 (P) Tom Homer 5 (pd K) | Kingston Park, Newcastle upon Tyne Widzów: 5813 Sędzia: JP Doyle |
| 18 lutego 201215:00 | Jon Golding · Adriaan Fondse                      | 19:10(6:10) | Richard Thorpe                               | Kingston Park, Newcastle upon Tyne Widzów: 5813 Sędzia: JP Doyle |

| 18 lutego 201215:00 | Northampton Saints                     | 24:17(12:3) | Sale Sharks                          | Franklin’s Gardens, Northampton Widzów: 13344 Sędzia: Greg Garner |
| 18 lutego 201215:00 | Ryan Lamb 3 (dg) Stephen Myler 21 (7K) | 24:17(12:3) | Mark Cueto 5 (P) Nick MacLeod 9 (3K) | Franklin’s Gardens, Northampton Widzów: 13344 Sędzia: Greg Garner |
| 18 lutego 201215:00 | Andrew Sheridan · Sam Tuitupou         | 24:17(12:3) |                                      | Franklin’s Gardens, Northampton Widzów: 13344 Sędzia: Greg Garner |

| 18 lutego 201217:30 | Harlequins            | 16:14(10:8) | Worcester Warriors                     | Twickenham Stoop, Londyn Widzów: 12416 Sędzia: David Rose |
| 18 lutego 201217:30 | Nick Evans 11 (pd 3K) | 16:14(10:8) | Danny Gray 9 (3K) Miles Benjamin 5 (P) | Twickenham Stoop, Londyn Widzów: 12416 Sędzia: David Rose |
| 18 lutego 201217:30 | Ed Shervington        | 16:14(10:8) |                                        | Twickenham Stoop, Londyn Widzów: 12416 Sędzia: David Rose |

| 19 lutego 201214:30 | Saracens                                 | 19:20(10:12) | Leicester Tigers                                         | Vicarage Road, Watford Widzów: 7265 Sędzia: Andrew Small |
| 19 lutego 201214:30 | Alex Goode 14 (pd 4K) Neil de Kock 5 (P) | 19:20(10:12) | Ed Slater 5 (P) Geordan Murphy 3 (dg) Toby Flood 12 (4K) | Vicarage Road, Watford Widzów: 7265 Sędzia: Andrew Small |
| 19 lutego 201214:30 | Ed Slater                                | 19:20(10:12) |                                                          | Vicarage Road, Watford Widzów: 7265 Sędzia: Andrew Small |

| 24 lutego 201219:45 | Sale Sharks | 46:34(25:14) | London Wasps                                                                         | Edgeley Park, Stockport Widzów: 7829 Sędzia: Sean Davey |
| 24 lutego 201219:45 | Andy Powell 5 (P) Dwayne Peel 5 (P) Johnny Leota 5 (P) Nick MacLeod 16 (5pd dg K) Rob Miller 5 (P) Sam Tuitupou 10 (2P) | 46:34(25:14) | Dominic Waldouck 5 (P) Elliot Daly 15 (5K) Joe Simpson 10 (2P) Nick Robinson 4 (2pd) | Edgeley Park, Stockport Widzów: 7829 Sędzia: Sean Davey |
| 24 lutego 201219:45 | Jack Wallace | 46:34(25:14) |                                                                                      | Edgeley Park, Stockport Widzów: 7829 Sędzia: Sean Davey |

| 24 lutego 201219:45 | Worcester Warriors                     | 16:11(10:8) | Saracens                                    | Sixways Stadium, Worcester Widzów: 10101 Sędzia: JP Doyle |
| 24 lutego 201219:45 | Alex Grove 5 (P) Andy Goode 11 (pd 3K) | 16:11(10:8) | Alex Goode 6 (2K) Michael Tagicakibau 5 (P) | Sixways Stadium, Worcester Widzów: 10101 Sędzia: JP Doyle |

| 25 lutego 201215:00 | Leicester Tigers | 42:15(23:3) | Newcastle Falcons                                              | Welford Road, Leicester Widzów: 18759 Sędzia: Greg Garner |
| 25 lutego 201215:00 | Billy Twelvetrees 5 (P) George Ford 14 (4pd 2K) Horacio Agulla 5 (P) Julian Salvi 5 (P) Niall Morris 5 (P) Thomas Waldrom 10 (2P) | 42:15(23:3) | Jimmy Gopperth 5 (pd K) Jon Golding 5 (P) Richard Mayhew 5 (P) | Welford Road, Leicester Widzów: 18759 Sędzia: Greg Garner |
| 25 lutego 201215:00 | James Fitzpatrick · Taiasina Tuifua                                                                                               | 42:15(23:3) |                                                                | Welford Road, Leicester Widzów: 18759 Sędzia: Greg Garner |

| 25 lutego 201218:00 | Exeter                | 9:12(6:0) | Bath                 | Sandy Park, Exeter Widzów: 9151 Sędzia: David Rose |
| 25 lutego 201218:00 | Ignacio Mieres 9 (3K) | 9:12(6:0) | Tom Heathcote 9 (3K) | Sandy Park, Exeter Widzów: 9151 Sędzia: David Rose |

| 25 lutego 201218:00 | Gloucester                                                                        | 29:23(21:13) | Harlequins                                   | Kingsholm Stadium, Gloucester Widzów: 13559 Sędzia: Dave Pearson |
| 25 lutego 201218:00 | Akapusi Qera 5 (P) Charlie Sharples 5 (P) Freddie Burns 8 (pd 2K) Jonny May 5 (P) | 29:23(21:13) | Nick Evans 13 (2pd 3K) Ross Chisholm 10 (2P) | Kingsholm Stadium, Gloucester Widzów: 13559 Sędzia: Dave Pearson |

| 26 lutego 201213:15 | London Irish                                                                                | 23:30(18:11) | Northampton Saints                                                                                             | Madejski Stadium, Reading Widzów: 10172 Sędzia: Andrew Small |
| 26 lutego 201213:15 | Adrian Jarvis 8 (pd 2K) Declan Danaher 5 (P) Delon Armitage 5 (P) Sailosi Tagicakibau 5 (P) | 23:30(18:11) | Ben Nutley 5 (P) Noah Cato 5 (P) Paul Diggin 5 (P) Roger Wilson 5 (P) Ryan Lamb 2 (pd) Stephen Myler 8 (pd 2K) | Madejski Stadium, Reading Widzów: 10172 Sędzia: Andrew Small |

| 2 marca 201219:45 | Newcastle Falcons           | 9:9(3:3) | Harlequins        | Kingston Park, Newcastle upon Tyne Widzów: 7292 Sędzia: Andrew Small |
| 2 marca 201219:45 | Jimmy Gopperth 9 (3K)       | 9:9(3:3) | Nick Evans 9 (3K) | Kingston Park, Newcastle upon Tyne Widzów: 7292 Sędzia: Andrew Small |
| 2 marca 201219:45 | Chris Pilgrim · Rob Vickers | 9:9(3:3) |                   | Kingston Park, Newcastle upon Tyne Widzów: 7292 Sędzia: Andrew Small |

| 3 marca 201214:15 | Bath                                                                                    | 36:17(21:10) | Worcester Warriors                                                           | The Recreation Ground, Bath Widzów: 12200 Sędzia: Greg Garner |
| 3 marca 201214:15 | Matt Banahan 5 (P) Michael Claassens 10 (2P) Tom Biggs 10 (2P) Tom Heathcote 11 (4pd K) | 36:17(21:10) | Andy Goode 5 (pd K) Danny Gray 2 (pd) Miles Benjamin 5 (P) Tom Arscott 5 (P) | The Recreation Ground, Bath Widzów: 12200 Sędzia: Greg Garner |

| 3 marca 201215:00 | Exeter | 37:12(18:0) | Sale Sharks                              | Sandy Park, Exeter Widzów: 7108 Sędzia: Dean Richards |
| 3 marca 201215:00 | Gareth Steenson 2 (pd) Ignacio Mieres 10 (2pd 2K) Nicholas Sestaret 5 (P) Phil Dollman 5 (P) Richard Baxter 5 (P) | 37:12(18:0) | Luther Burrell 5 (P) Nick MacLeod 2 (pd) | Sandy Park, Exeter Widzów: 7108 Sędzia: Dean Richards |
| 3 marca 201215:00 | Richard Baxter | 37:12(18:0) |                                          | Sandy Park, Exeter Widzów: 7108 Sędzia: Dean Richards |

| 3 marca 201215:00 | London Wasps          | 18:13(6:6) | London Irish                                       | Adams Park, High Wycombe Widzów: 7136 Sędzia: Martin Fox |
| 3 marca 201215:00 | Nick Robinson 18 (6K) | 18:13(6:6) | Sailosi Tagicakibau 5 (P) Steve Shingler 8 (pd 2K) | Adams Park, High Wycombe Widzów: 7136 Sędzia: Martin Fox |

| 4 marca 201213:00 | Leicester Tigers | 36:3(22:3) | Gloucester          | Welford Road, Leicester Widzów: 21699 Sędzia: Tim Wigglesworth |
| 4 marca 201213:00 | Alesana Tuilagi 5 (P) Ben Youngs 5 (P) Logovi'i Mulipola 5 (P) Matt Smith 5 (P) Steve Mafi 5 (P) Toby Flood 11 (4pd K) | 36:3(22:3) | Freddie Burns 3 (K) | Welford Road, Leicester Widzów: 21699 Sędzia: Tim Wigglesworth |

| 4 marca 201217:00 | Saracens                | 18:12(9:6) | Northampton Saints                   | Vicarage Road, Watford Widzów: 6044 Sędzia: David Rose |
| 4 marca 201217:00 | Charlie Hodgson 18 (6K) | 18:12(9:6) | Ryan Lamb 3 (K) Stephen Myler 9 (3K) | Vicarage Road, Watford Widzów: 6044 Sędzia: David Rose |

| 23 marca 201219:45 | Sale Sharks         | 9:45(9:18) | Saracens | Edgeley Park, Stockport Widzów: 9476 Sędzia: Andrew Small |
| 23 marca 201219:45 | Nick MacLeod 9 (3K) | 9:45(9:18) | Alex Goode 5 (P) Charlie Hodgson 20 (4pd 4K) Chris Wyles 5 (P) Ernst Joubert 5 (P) Hugh Vyvyan 5 (P) Michael Tagicakibau 5 (P) | Edgeley Park, Stockport Widzów: 9476 Sędzia: Andrew Small |

| 23 marca 201219:45 | Worcester Warriors                     | 19:9(16:9) | Newcastle Falcons     | Sixways Stadium, Worcester Widzów: 11192 Sędzia: JP Doyle |
| 23 marca 201219:45 | Alex Grove 5 (P) Andy Goode 14 (pd 4K) | 19:9(16:9) | Jimmy Gopperth 9 (3K) | Sixways Stadium, Worcester Widzów: 11192 Sędzia: JP Doyle |

| 24 marca 201214:15 | Harlequins                                | 14:6(3:6) | Bath                 | Twickenham Stoop, Londyn Widzów: 14282 Sędzia: Wayne Barnes |
| 24 marca 201214:15 | Maurie Fa'asavalu 5 (P) Nick Evans 9 (3K) | 14:6(3:6) | Tom Heathcote 6 (2K) | Twickenham Stoop, Londyn Widzów: 14282 Sędzia: Wayne Barnes |
| 24 marca 201214:15 | Joe Marler · Maurie Fa'asavalu            | 14:6(3:6) |                      | Twickenham Stoop, Londyn Widzów: 14282 Sędzia: Wayne Barnes |

| 24 marca 201215:00 | Gloucester                                                                 | 27:28(3:15) | Exeter | Kingsholm Stadium, Gloucester Widzów: 15063 Sędzia: Greg Garner |
| 24 marca 201215:00 | Freddie Burns 17 (P 3pd 2K) James Simpson-Daniel 5 (P) Nick Runciman 5 (P) | 27:28(3:15) | Aly Muldowney 5 (P) Craig Mitchell 5 (P) Gareth Steenson 5 (pd K) Ignacio Mieres 8 (pd 2K) Matt Jess 5 (P) | Kingsholm Stadium, Gloucester Widzów: 15063 Sędzia: Greg Garner |
| 24 marca 201215:00 | Jim Hamilton                                                               | 27:28(3:15) | | Kingsholm Stadium, Gloucester Widzów: 15063 Sędzia: Greg Garner |

| 24 marca 201217:45 | Northampton Saints                                                                                   | 32:15(22:9) | London Wasps                | Franklin’s Gardens, Northampton Widzów: 13469 Sędzia: Tim Wigglesworth |
| 24 marca 201217:45 | Ben Foden 10 (2P) James Downey 5 (P) Martin Roberts 5 (P) Ryan Lamb 10 (2pd 2K) Stephen Myler 2 (pd) | 32:15(22:9) | Nick Robinson 15 (5K)       | Franklin’s Gardens, Northampton Widzów: 13469 Sędzia: Tim Wigglesworth |
| 24 marca 201217:45 | Andy Long                                                                                            | 32:15(22:9) | Ben Broster · Nick Robinson | Franklin’s Gardens, Northampton Widzów: 13469 Sędzia: Tim Wigglesworth |

| 25 marca 201215:00 | London Irish                                               | 32:41(16:12) | Leicester Tigers                                                               | Madejski Stadium, Reading Widzów: 20905 Sędzia: Dean Richards |
| 25 marca 201215:00 | Bryn Evans 5 (P) Dan Bowden 3 (dg) Tom Homer 24 (P 2pd 5K) | 32:41(16:12) | Julian Salvi 5 (P) Manu Tuilagi 5 (P) Toby Flood 26 (P 3pd 5K) Tom Croft 5 (P) | Madejski Stadium, Reading Widzów: 20905 Sędzia: Dean Richards |

| 30 marca 201219:45 | Leicester Tigers | 43:13(17:3) | Worcester Warriors                                    | Welford Road, Leicester Widzów: 21344 Sędzia: Wayne Barnes |
| 30 marca 201219:45 | George Chuter 5 (P) George Ford 7 (P pd) Martin Castrogiovanni 5 (P) Scott Hamilton 5 (P) Thomas Waldrom 5 (P) Toby Flood 6 (3pd) Tom Croft 5 (P) Tom Youngs 5 (P) | 43:13(17:3) | Andy Goode 3 (K) Ceri Jones 5 (P) Danny Gray 5 (pd K) | Welford Road, Leicester Widzów: 21344 Sędzia: Wayne Barnes |
| 30 marca 201219:45 | Alesana Tuilagi · Ed Slater | 43:13(17:3) | Andy Goode · Andy Goode                               | Welford Road, Leicester Widzów: 21344 Sędzia: Wayne Barnes |

| 30 marca 201220:00 | Newcastle Falcons                           | 22:19(12:19) | Sale Sharks                                                               | Kingston Park, Newcastle upon Tyne Widzów: 5200 Sędzia: David Rose |
| 30 marca 201220:00 | Jimmy Gopperth 17 (pd 5K) Tim Swinson 5 (P) | 22:19(12:19) | James Gaskell 5 (P) Nick MacLeod 4 (2pd) Rob Miller 5 (P) Tom Brady 5 (P) | Kingston Park, Newcastle upon Tyne Widzów: 5200 Sędzia: David Rose |

| 31 marca 201215:00 | Exeter                                                           | 18:11(13:3) | London Irish        | Sandy Park, Exeter Widzów: 8977 Sędzia: Dave Pearson |
| 31 marca 201215:00 | Gonzalo Camacho 5 (P) Ignacio Mieres 8 (pd 2K) James Hanks 5 (P) | 18:11(13:3) | Tom Homer 11 (P 2K) | Sandy Park, Exeter Widzów: 8977 Sędzia: Dave Pearson |

| 31 marca 201215:00 | Saracens                                           | 19:24(12:14) | Harlequins                                                                                         | Stadion Wembley, Londyn Widzów: 83761 Sędzia: Greg Garner |
| 31 marca 201215:00 | Owen Farrell 14 (pd 4K) Richard Wigglesworth 5 (P) | 19:24(12:14) | Danny Care 5 (P) George Lowe 5 (P) Jordan Turner-Hall 5 (P) Nick Evans 4 (2pd) Rory Clegg 5 (pd K) | Stadion Wembley, Londyn Widzów: 83761 Sędzia: Greg Garner |
| 31 marca 201215:00 | Danny Care · Joe Marler · Nick Easter              | 19:24(12:14) | | Stadion Wembley, Londyn Widzów: 83761 Sędzia: Greg Garner |

| 31 marca 201217:30 | Bath                  | 6:26(6:16) | Northampton Saints                                           | The Recreation Ground, Bath Widzów: 12200 Sędzia: Martin Fox |
| 31 marca 201217:30 | Stephen Donald 6 (2K) | 6:26(6:16) | Andy Long 5 (P) Ryan Lamb 14 (pd dg 3K) Stephen Myler 2 (pd) | The Recreation Ground, Bath Widzów: 12200 Sędzia: Martin Fox |
| 31 marca 201217:30 | Guy Mercer            | 6:26(6:16) | Mark Sorenson                                                | The Recreation Ground, Bath Widzów: 12200 Sędzia: Martin Fox |

| 1 kwietnia 201215:00 | London Wasps                                                                     | 26:24(13:10) | Gloucester                                                                           | Adams Park, High Wycombe Widzów: 6849 Sędzia: Andrew Small |
| 1 kwietnia 201215:00 | Elliot Daly 3 (K) Hugo Southwell 5 (P) Nic Berry 5 (P) Nick Robinson 13 (2pd 3K) | 26:24(13:10) | Akapusi Qera 5 (P) Charlie Sharples 5 (P) Freddie Burns 9 (3pd K) Scott Lawson 5 (P) | Adams Park, High Wycombe Widzów: 6849 Sędzia: Andrew Small |

| 13 kwietnia 201219:45 | Sale Sharks                              | 16:9(6:3) | Bath                | Edgeley Park, Stockport Widzów: 8043 Sędzia: Greg Garner |
| 13 kwietnia 201219:45 | Nick MacLeod 11 (pd 3K) Rob Miller 5 (P) | 16:9(6:3) | Olly Barkley 9 (3K) | Edgeley Park, Stockport Widzów: 8043 Sędzia: Greg Garner |
| 13 kwietnia 201219:45 | Andrew Sheridan                          | 16:9(6:3) |                     | Edgeley Park, Stockport Widzów: 8043 Sędzia: Greg Garner |

| 14 kwietnia 201214:15 | Northampton Saints                                                         | 21:35(9:17) | Leicester Tigers                                                     | Franklin’s Gardens, Northampton Widzów: 13475 Sędzia: Dave Pearson |
| 14 kwietnia 201214:15 | Chris Ashton 5 (P) Lee Dickson 5 (P) Ryan Lamb 9 (3K) Stephen Myler 2 (pd) | 21:35(9:17) | Alesana Tuilagi 5 (P) Horacio Agulla 5 (P) Toby Flood 25 (2P 3pd 3K) | Franklin’s Gardens, Northampton Widzów: 13475 Sędzia: Dave Pearson |
| 14 kwietnia 201214:15 | Martin Castrogiovanni                                                      | 21:35(9:17) |                                                                      | Franklin’s Gardens, Northampton Widzów: 13475 Sędzia: Dave Pearson |

| 14 kwietnia 201215:00 | Gloucester                               | 20:29(6:19) | Newcastle Falcons                                                | Kingsholm Stadium, Gloucester Widzów: 12950 Sędzia: Tim Wigglesworth |
| 14 kwietnia 201215:00 | Akapusi Qera 5 (P) Freddie Burns 15 (5K) | 20:29(6:19) | Allister Hogg 5 (P) Jimmy Gopperth 19 (2pd 5K) Mark Wilson 5 (P) | Kingsholm Stadium, Gloucester Widzów: 12950 Sędzia: Tim Wigglesworth |

| 14 kwietnia 201215:00 | London Irish                            | 19:28(14:12) | Saracens                                         | Madejski Stadium, Reading Widzów: 9473 Sędzia: Martin Fox |
| 14 kwietnia 201215:00 | Delon Armitage 10 (2P) Tom Homer 9 (3K) | 19:28(14:12) | Charlie Hodgson 23 (pd 2dg 5K) Will Fraser 5 (P) | Madejski Stadium, Reading Widzów: 9473 Sędzia: Martin Fox |
| 14 kwietnia 201215:00 | Jamie Gibson                            | 19:28(14:12) | Will Fraser                                      | Madejski Stadium, Reading Widzów: 9473 Sędzia: Martin Fox |

| 14 kwietnia 201215:00 | Worcester Warriors                                              | 26:31(14:16) | Exeter | Sixways Stadium, Worcester Widzów: 10477 Sędzia: Dean Richards |
| 14 kwietnia 201215:00 | Andy Goode 16 (2pd 4K) Craig Gillies 5 (P) Miles Benjamin 5 (P) | 26:31(14:16) | Bryan Rennie 5 (P) Gareth Steenson 2 (pd) Ignacio Mieres 9 (3K) Luke Arscott 5 (P) Phil Dollman 5 (P) Sireli Naqelevuki 5 (P) | Sixways Stadium, Worcester Widzów: 10477 Sędzia: Dean Richards |
| 14 kwietnia 201215:00 | Gonzalo Camacho · Luke Arscott                                  | 26:31(14:16) | | Sixways Stadium, Worcester Widzów: 10477 Sędzia: Dean Richards |

| 14 kwietnia 201216:30 | Harlequins                                                                                              | 33:17(16:10) | London Wasps                                                   | Twickenham Stoop, Londyn Widzów: 14282 Sędzia: JP Doyle |
| 14 kwietnia 201216:30 | Chris Robshaw 5 (P) George Robson 5 (P) Jordan Turner-Hall 5 (P) Rory Clegg 13 (2pd 3K) Ugo Monye 5 (P) | 33:17(16:10) | Christian Wade 5 (P) Nick Robinson 7 (2pd K) Ross Filipo 5 (P) | Twickenham Stoop, Londyn Widzów: 14282 Sędzia: JP Doyle |
| 14 kwietnia 201216:30 | Billy Vunipola                                                                                          | 33:17(16:10) |                                                                | Twickenham Stoop, Londyn Widzów: 14282 Sędzia: JP Doyle |

| 20 kwietnia 201219:45 | Newcastle Falcons    | 3:9(0:3) | Saracens            | Kingston Park, Newcastle upon Tyne Widzów: 8013 Sędzia: JP Doyle |
| 20 kwietnia 201219:45 | Jimmy Gopperth 3 (K) | 3:9(0:3) | Owen Farrell 9 (3K) | Kingston Park, Newcastle upon Tyne Widzów: 8013 Sędzia: JP Doyle |
| 20 kwietnia 201219:45 | Justin Melck         | 3:9(0:3) |                     | Kingston Park, Newcastle upon Tyne Widzów: 8013 Sędzia: JP Doyle |

| 21 kwietnia 201214:15 | Bath                                                                          | 17:12(0:9) | London Wasps          | The Recreation Ground, Bath Widzów: 12200 Sędzia: Dave Pearson |
| 21 kwietnia 201214:15 | Lee Mears 5 (P) Nick Abendanon 5 (P) Olly Barkley 2 (pd) Stephen Donald 5 (P) | 17:12(0:9) | Nick Robinson 12 (4K) | The Recreation Ground, Bath Widzów: 12200 Sędzia: Dave Pearson |
| 21 kwietnia 201214:15 | Dominic Waldouck                                                              | 17:12(0:9) |                       | The Recreation Ground, Bath Widzów: 12200 Sędzia: Dave Pearson |

| 21 kwietnia 201215:00 | Gloucester                                      | 19:24(16:10) | Sale Sharks                                   | Kingsholm Stadium, Gloucester Widzów: 14491 Sędzia: David Rose |
| 21 kwietnia 201215:00 | Charlie Sharples 5 (P) Freddie Burns 14 (pd 4K) | 19:24(16:10) | Nick MacLeod 14 (pd dg 3K) Rob Miller 10 (2P) | Kingsholm Stadium, Gloucester Widzów: 14491 Sędzia: David Rose |
| 21 kwietnia 201215:00 | Akapusi Qera                                    | 19:24(16:10) | Rob Miller                                    | Kingsholm Stadium, Gloucester Widzów: 14491 Sędzia: David Rose |

| 21 kwietnia 201215:00 | Worcester Warriors                                         | 16:25(6:18) | London Irish                                                  | Sixways Stadium, Worcester Widzów: 10619 Sędzia: Tim Wigglesworth |
| 21 kwietnia 201215:00 | Andy Goode 6 (2K) Marcel Garvey 5 (P) Miles Benjamin 5 (P) | 16:25(6:18) | Delon Armitage 5 (P) Joe Ansbro 5 (P) Tom Homer 15 (P 2pd 2K) | Sixways Stadium, Worcester Widzów: 10619 Sędzia: Tim Wigglesworth |

| 21 kwietnia 201215:15 | Harlequins                                                                 | 33:43(26:23) | Leicester Tigers                                                                     | Twickenham Stoop, Londyn Widzów: 14282 Sędzia: Wayne Barnes |
| 21 kwietnia 201215:15 | George Lowe 5 (P) Nick Easter 5 (P) Nick Evans 18 (3pd 4K) Ugo Monye 5 (P) | 33:43(26:23) | Alesana Tuilagi 5 (P) Steve Mafi 5 (P) Thomas Waldrom 10 (2P) Toby Flood 23 (4pd 5K) | Twickenham Stoop, Londyn Widzów: 14282 Sędzia: Wayne Barnes |
| 21 kwietnia 201215:15 | Manu Tuilagi                                                               | 33:43(26:23) |                                                                                      | Twickenham Stoop, Londyn Widzów: 14282 Sędzia: Wayne Barnes |

| 22 kwietnia 201214:00 | Exeter                                                             | 15:18(10:3) | Northampton Saints                                           | Sandy Park, Exeter Widzów: 10744 Sędzia: Andrew Small |
| 22 kwietnia 201214:00 | Gonzalo Camacho 5 (P) Ignacio Mieres 5 (pd K) Richard Baxter 5 (P) | 15:18(10:3) | Chris Ashton 5 (P) Paul Diggin 5 (P) Stephen Myler 8 (pd 2K) | Sandy Park, Exeter Widzów: 10744 Sędzia: Andrew Small |

| 5 maja 201214:00 | Leicester Tigers                                                                        | 28:3(3:0) | Bath               | Welford Road, Leicester Widzów: 24000 Sędzia: Dean Richards |
| 5 maja 201214:00 | Anthony Allen 5 (P) Billy Twelvetrees 10 (2pd 2K) Horacio Agulla 5 (P) Toby Flood 3 (K) | 28:3(3:0) | Olly Barkley 3 (K) | Welford Road, Leicester Widzów: 24000 Sędzia: Dean Richards |

| 5 maja 201214:00 | London Irish | 52:18(34:11) | Gloucester                                 | Madejski Stadium, Reading Widzów: 9610 Sędzia: Dave Pearson |
| 5 maja 201214:00 | Darren Allinson 5 (P) Delon Armitage 5 (P) Jonathan Joseph 5 (P) Marland Yarde 10 (2P) Sailosi Tagicakibau 5 (P) Tom Homer 22 (2pd 6K) | 52:18(34:11) | Freddie Burns 8 (pd 2K) Tom Voyce 10 (2P)  | Madejski Stadium, Reading Widzów: 9610 Sędzia: Dave Pearson |
| 5 maja 201214:00 | David Paice · David Paice | 52:18(34:11) | Jim Hamilton · Mike Tindall · Jim Hamilton | Madejski Stadium, Reading Widzów: 9610 Sędzia: Dave Pearson |

| 5 maja 201214:00 | London Wasps                                | 10:14(10:0) | Newcastle Falcons                                                   | Adams Park, High Wycombe Widzów: 10516 Sędzia: Wayne Barnes |
| 5 maja 201214:00 | Christian Wade 5 (P) Nick Robinson 5 (pd K) | 10:14(10:0) | James Fitzpatrick 5 (P) Jimmy Gopperth 4 (2pd) Peter Stringer 5 (P) | Adams Park, High Wycombe Widzów: 10516 Sędzia: Wayne Barnes |
| 5 maja 201214:00 | Ben Broster                                 | 10:14(10:0) |                                                                     | Adams Park, High Wycombe Widzów: 10516 Sędzia: Wayne Barnes |

| 5 maja 201214:00 | Northampton Saints | 42:14(17:7) | Worcester Warriors                                          | Franklin’s Gardens, Northampton Widzów: 13475 Sędzia: Greg Garner |
| 5 maja 201214:00 | Alex Waller 5 (P) Ben Foden 5 (P) Chris Ashton 5 (P) Paul Diggin 5 (P) Ryan Lamb 7 (2pd K) Stephen Myler 10 (2pd 2K) Teimana Harrison 5 (P) | 42:14(17:7) | Danny Gray 4 (2pd) Josh Drauniniu 5 (P) Kai Horstmann 5 (P) | Franklin’s Gardens, Northampton Widzów: 13475 Sędzia: Greg Garner |
| 5 maja 201214:00 | Ed Shervington · Shaun Perry | 42:14(17:7) |                                                             | Franklin’s Gardens, Northampton Widzów: 13475 Sędzia: Greg Garner |

| 5 maja 201214:00 | Sale Sharks                            | 10:24(3:15) | Harlequins                                              | Edgeley Park, Stockport Widzów: 10149 Sędzia: Martin Fox |
| 5 maja 201214:00 | Tommy Bell 5 (pd K) Will Addison 5 (P) | 10:24(3:15) | Danny Care 5 (P) Mike Brown 5 (P) Nick Evans 14 (pd 4K) | Edgeley Park, Stockport Widzów: 10149 Sędzia: Martin Fox |
| 5 maja 201214:00 | Nick Easter                            | 10:24(3:15) |                                                         | Edgeley Park, Stockport Widzów: 10149 Sędzia: Martin Fox |

| 5 maja 201214:00 | Saracens                                                                                          | 40:22(9:10) | Exeter                                                                         | Vicarage Road, Watford Widzów: 6346 Sędzia: Tim Wigglesworth |
| 5 maja 201214:00 | Alex Goode 5 (P) Charlie Hodgson 5 (P) James Short 5 (P) Owen Farrell 20 (4pd 4K) Rhys Gill 5 (P) | 40:22(9:10) | Chris Budgen 5 (P) Gareth Steenson 7 (2pd K) Matt Jess 5 (P) Tom Johnson 5 (P) | Vicarage Road, Watford Widzów: 6346 Sędzia: Tim Wigglesworth |

## Faza pucharowa
|  |                    |                    |                  |                  |    |            |            |       |
|  | Półfinał           | Półfinał           | Półfinał         |                  |    | Finał      | Finał      | Finał |
|  | Półfinał           | Półfinał           | Półfinał         |                  |    | Finał      | Finał      | Finał |
|  | 12 maja 2012       |                    |                  |                  |    |            |            |       |
|  |                    |                    |                  |                  |    |            |            |       |
|  | Harlequins         | Harlequins         | 25               |                  |    |            |            |       |
|  | Harlequins         | Harlequins         | 25               | 26 maja 2012     |    |            |            |       |
|  | Northampton Saints | Northampton Saints | 23               |                  |    |            |            |       |
|  | Northampton Saints | Northampton Saints | 23               |                  |    | Harlequins | Harlequins | 30    |
|  | 12 maja 2012       |                    |                  |                  |    | Harlequins | Harlequins | 30    |
|  |                    |                    | Leicester Tigers | Leicester Tigers | 23 |            |            |       |
|  | Leicester Tigers   | Leicester Tigers   | Leicester Tigers | Leicester Tigers | 23 | 24         |            |       |
|  | Leicester Tigers   | Leicester Tigers   |                  |                  |    |            |            |       |
|  | Saracens           | Saracens           | 15               |                  |    |            |            |       |
|  | Saracens           | Saracens           | 15               |                  |    |            |            |       |

| 12 maja 201214:45 | Harlequins                             | 25:23(9:12) | Northampton Saints                  | Twickenham Stoop, Londyn Widzów: 12192 Sędzia: Andrew Small |
| 12 maja 201214:45 | Joe Marler 5 (P) Nick Evans 20 (pd 6K) | 25:23(9:12) | Lee Dickson 5 (P) Ryan Lamb 18 (6K) | Twickenham Stoop, Londyn Widzów: 12192 Sędzia: Andrew Small |
| 12 maja 201214:45 | Roger Wilson                           | 25:23(9:12) |                                     | Twickenham Stoop, Londyn Widzów: 12192 Sędzia: Andrew Small |

| 12 maja 201217:30 | Leicester Tigers                                              | 24:15(13:12) | Saracens             | Welford Road, Leicester Widzów: 20173 Sędzia: Dave Pearson |
| 12 maja 201217:30 | Alesana Tuilagi 5 (P) George Ford 14 (pd 4K) Steve Mafi 5 (P) | 24:15(13:12) | Owen Farrell 15 (5K) | Welford Road, Leicester Widzów: 20173 Sędzia: Dave Pearson |

| 26 maja 201215:00 | Harlequins                                                   | 30:23(14:13) | Leicester Tigers                                             | Twickenham Stadium Londyn Widzów: 81779 Sędzia: Wayne Barnes |
| 26 maja 201215:00 | Chris Robshaw 5 (P) Nick Evans 20 (pd 6K) Tom Williams 5 (P) | 30:23(14:13) | Anthony Allen 5 (P) George Ford 13 (2pd 3K) Steve Mafi 5 (P) | Twickenham Stadium Londyn Widzów: 81779 Sędzia: Wayne Barnes |
| 26 maja 201215:00 | Thomas Waldrom                                               | 30:23(14:13) |                                                              | Twickenham Stadium Londyn Widzów: 81779 Sędzia: Wayne Barnes |